# Château Bil Bil

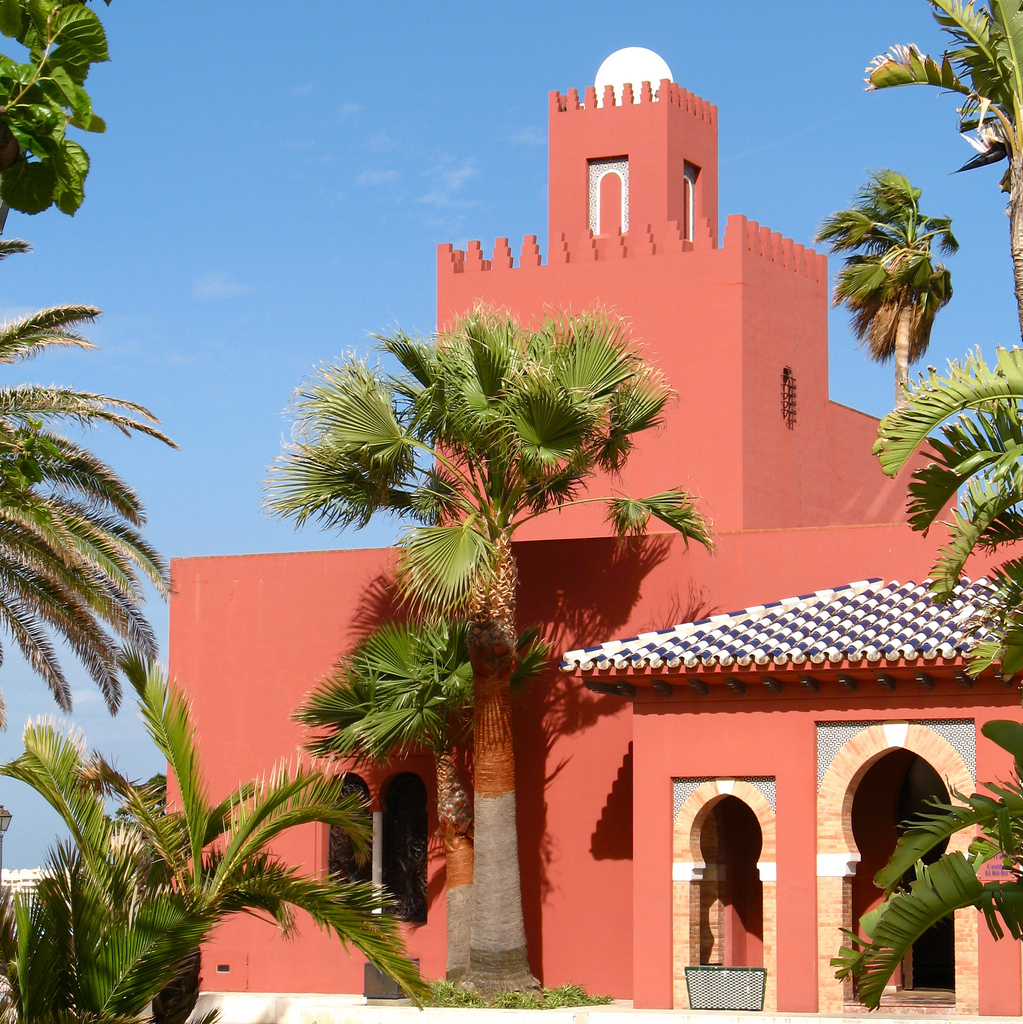
Chateau Bil Bil vu depuis la corniche de Benalmádena

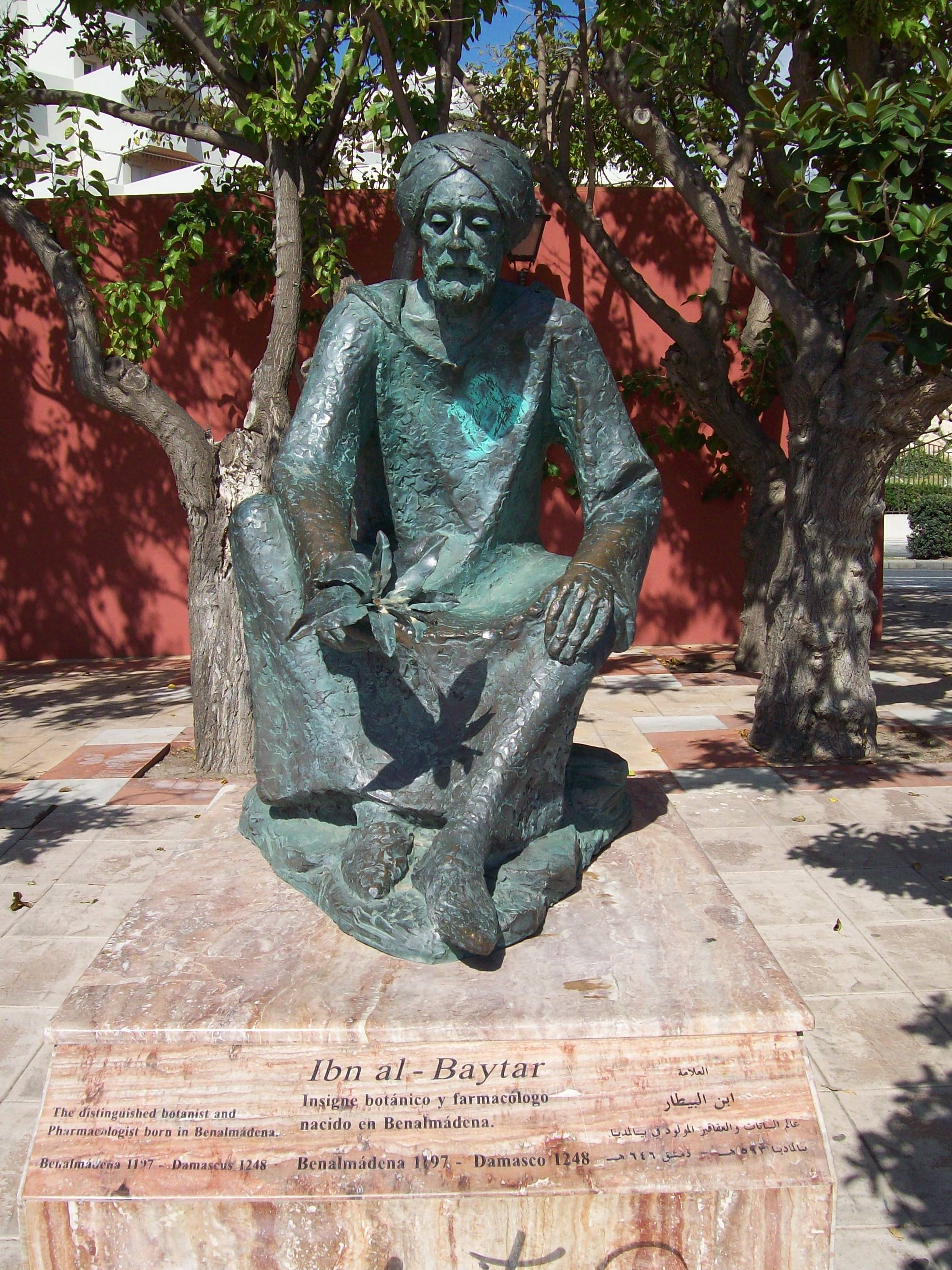
Statue de Ibn al-Baitar devant le Château Bil Bil

Chateau Bil Bil (Castillo de Bil Bil en espagnol) est un petit musée d'art musulman à Benalmádena fondé en 1927 et construit par le célèbre architecte de Malaga Enrique Atencia. Il est bâti dans la pure tradition arabe occidentale avec sa tour en forme de minaret et son intérieur en stucs nasrides.